# Бура Ноґейра
'Жорже Брайма Канде Ноґейра або просто Бура Ноґейра (порт. Jorge Braíma Candé Nogueira / Burá Nogueira; нар. 22 грудня 1995, Бісау, Гвінея-Бісау) — бісауський та португальський футболіст, півзахисник клубу «Фаренсе» та національної збірної Гвінеї-Бісау.

## Клубна кар'єра
Народився в Бісау. Дорослу футбольну кар'єру розпочав 2013 року в складі столичного клубу «Ештрела Негра». Потім захищав кольори іншого бісауського клубу «Бенфіка».
На початку липня 2016 року став гравцем скромного португальського клубу «Вілановенсеш», де провів один сезон. На початку липня наступного року підсилив «Орієнтал». У футболці столичного португальського клубу дебютував 10 вересня 2017 року в переможному (1:0) виїзному поєдинку 3-го туру національного чемпіонату Португалії (третій дивізіон) проти «Ештрели» (Вендеш-Новаш). Бура вийшов на поле в стартовому складі та відіграв увесь матч, а на 54-й хвилині відзначився дебютним голом за нову команду. У команді відіграв 1 сезон, за цей час у третьому дивізіоні Португалії зіграв 28 матчів (8 голів).
На початку липня 2018 року відправився в оренду до «Авеша», де виступав, здебільшого, за команду U-23. У футболці першої команди клубу дебютував 28 липня 2018 року в нічийному (2:2) домашньому поєдинку Кубку португальської ліги проти «Санта-Клари». Ноґейра вийшов на поле в стартовому складі, але вже на 30-й хвилині його замінив Бруну Брага. Цей матч так і залишився єдиним для бісауського футболіста в першій команді «Авеша».  Наприкінці червня 2019 року, по завершення терміну дії оренди, повернувся в «Орієнтал».
13 липня 2019 року пдписав 2-річний контракт (з можливістю продовження ще на 1 рік) з «Фаренсе». За даними інтернет-порталу Transfermarkt перехід гравця до вище вказаного клубу обійшовся в суму 25 000 євро. У футболці нового клубу дебютував 25 серпня 2019 року в програному (1:3) домашньому поєдинку 3-го туру Сегунда-Лігм проти «Порту Б». Бура вийшов на поле на 62-й хвилині, замінивши Феліпе Мело.

## Кар'єра в збірній
У футболці національної збірної Гвінеї-Бісау дебютував 20 червня 2015 року в нічийному (1:1) поєдинку чемпіонату африканських націй проти Малі.
Представляв національну команду на Кубку африканських націй 2019 року.

## Статистика виступів

### У збірній
| Дата      | Місто | Господарі | Результат | Гості        | Турнір                                   | Голи | Примітки |
| --------- | ----- | --------- | --------- | ------------ | ---------------------------------------- | ---- | -------- |
| 11-1-2022 | Гаруа | Судан     | 0 – 0     | Гвінея-Бісау | Кубок африканських націй 2021 - 1-й ранд | -    | Кап.     |
| Усього    |       | Матчів    | 1         |              | Голів                                    | 0    |          |